# Boissy-le-Cutté
Boissy-le-Cutté település Franciaországban, Essonne megyében. Lakosainak száma 1343 fő (2022. január 1.). Boissy-le-Cutté Cerny, Bouville, D’Huison-Longueville, Orveau és Villeneuve-sur-Auvers községekkel határos.

## Nevének eredete
A Boissy név a gallo-román BUXU (latin buxus) "doboz" szóból származik, amely egyrészt az örökzöld cserjére, másrészt a BUXEA > boisse, buisse és BUXIO > buisson származékos formákban bokros, kis termetű növényfajokra utal. Az -y végződés a galliai eredetű -(I)ACU (galliai -acon) utótag szabályos fejlődéséből származik, kezdetben lokalizálva. Ez a "bokorfák helye", "boissière" általános jelentését jelenti. Ritkább esetekben azonban az -y a -ETU (latin -etum) utótagból átvett másodlagos formát jelenti, amelyet növénycsoportok alkotására használnak, azaz azonos fajhoz tartozó fák, cserjék vagy növények csoportjának jelölésére. Ennek az utótagnak a szabályos fejlődése -ey > -ay (pl. Chesnay), az -ETA esetében pedig -aye (pl. Chesnaye) > -aie (Chênaie), amely utótag ma is produktív. Ősi formák hiányában nem lehet megállapítani, hogy ez a Boissy a BUXIACU-ra vagy a BUXETU-ra megy vissza.

## Története
Boissy-le-Cutté falu egy völgyben, távol a Párizsból Orléansba vezető főúttól található. A települést 1793-ban Boissy le Cuté néven hozták létre; a jelenlegi írásmódot a Bulletin des lois 1801-ben vezette be. 
Nevének változatai: Homonímia Boissy-aux-Cailles (Seine-et-Marne, Bussiacum 1113-ban), Boissy-Fresnoy (Oise, Boissiacum 1230-ban), Boissy-sans-Avoir (Seine-et-Oise, Boissiacum a 15. században), nyilvánvalóan mind -ACU (-acum) képzővel, míg a Boissy-en-Drouais (Eure-et-Loir, Buxetum 1110 körül), Boissy-le-Bois (Oise, Buxetum 1053-ban), Boissy-le-Sec (Eure-et-Loir, Buxetum 949-ben), Boissy-Maugis (Orne, Buxidóból, a 9. század elején) -ETU (-etum) alakban keletkezett.

## Népesség
A település népességének változása:
| Lakosok száma | 1319 | 1314 | 1331 | 1319 | 1318 | 1341 | 1367 | 1355 | 1343 |
|               | 2013 | 2015 | 2016 | 2017 | 2018 | 2019 | 2020 | 2021 | 2022 |

## Fordítás
- Ez a szócikk részben vagy egészben  a   Boissy-le-Cutté című angol Wikipédia-szócikk fordításán alapul.  Az eredeti cikk szerkesztőit annak laptörténete sorolja fel. Ez a jelzés csupán a megfogalmazás eredetét és a szerzői jogokat jelzi, nem szolgál a cikkben szereplő információk forrásmegjelöléseként.